# Å (gmina Åfjord)
Å (wym. o:) – wieś w gminie Åfjord, w kraju Sør-Trøndelag w centralnej części Norwegii. 
Niekiedy dla odróżnienia jej od siedmiu pozostałych wsi o tej samej nazwie – jest nazywana Å i Åfjord (norw. Å w Åfjord). Słowo Å oznacza po norwesku dosłownie rzeka.